# 火腿樱蛤
是帘蛤目樱蛤科小王蛤属的一种。主要分布于中国大陆、台湾，常栖息在潮间带至潮下带20米。